# Jisoo
Đây là một tên người Triều Tiên, họ là Kim.
Kim Ji-soo (tiếng Hàn: 김지수; sinh ngày 3 tháng 1 năm 1995), thường được biết đến với nghệ danh Jisoo, là một nữ ca sĩ kiêm diễn viên người Hàn Quốc. Cô được biết đến là thành viên của nhóm nhạc nữ Hàn Quốc Blackpink do công ty YG Entertainment thành lập và quản lý. Ngoài sự nghiệp âm nhạc, cô đã chạm ngõ diễn xuất với vai diễn khách mời trong loạt phim truyền hình Hậu trường giải trí năm 2015 và đảm nhận vai chính đầu tiên trong bộ phim Snowdrop (2021–22) trên JTBC.
Jisoo ra mắt solo với album đĩa đơn Me vào ngày 31 tháng 3 năm 2023. Album ra mắt ở vị trí số một trên Circle Album Chart với 1,03 triệu bản được bán ra trong vòng chưa đầy hai ngày, trở thành album bán chạy nhất mọi thời đại của một nữ nghệ sĩ solo ở Hàn Quốc và là album đầu tiên bán được hơn một triệu bản. Đĩa đơn chủ đề "Flower" đã đạt được thành công về mặt thương mại, đứng thứ hai trên Billboard Global 200 và Circle Digital Chart, đồng thời phá kỷ lục là bài hát có thứ hạng cao nhất của một nữ nghệ sĩ solo K-pop trên Canadian Hot 100 và UK Singles Chart. Vào tháng 2 năm 2024, cô thành lập hãng đĩa riêng mang tên Blissoo.
Jisoo đã gặt hái được nhiều giải thưởng trong suốt sự nghiệp của mình, bao gồm 2 giải Golden Disc Awards, 3 giải MAMA, 1 giải Circle Chart Music Awards và giải thưởng Truyền hình Quốc tế Seoul cho Nữ diễn viên chính xuất sắc nhất. Cô là nữ diễn viên Hàn Quốc được theo dõi nhiều nhất trên Instagram và được công nhận về tầm ảnh hưởng của mình trong lĩnh vực thời trang với vai trò là đại sứ toàn cầu của Dior.

## Cuộc đời và sự nghiệp

### 1995–2015: Thiếu thời và khởi đầu sự nghiệp
Kim Ji-soo sinh ngày 3 tháng 1 năm 1995 tại phường Sanbon-dong, thành phố Gunpo, tỉnh Gyeonggi, Hàn Quốc. Cô là con út trong một gia đình có 3 anh chị em, anh trai tên là Junghun, còn chị gái tên là Ji-yoon. Gia thế thực sự của cô đối với truyền thông đại chúng vẫn là một bí ẩn, nhưng đại đa số các nguồn tin đều cho rằng Jisoo xuất thân từ một gia đình có tài chính tốt.
Jisoo từng theo học tại trường Trường Trung học Biểu diễn Nghệ thuật Seoul. Sinh ra trong một gia đình yêu thích âm nhạc nên ngay từ khi còn bé, cô thường xuyên hát và nhảy trước mặt mọi người trong những buổi họp mặt và nhận được nhiều lời khen ngợi. Đây cũng chính là động lực lớn khiến cô đam mê biểu diễn trên sân khấu và hạ quyết tâm tham gia các cuộc thi tuyển.
Jisoo trở thành thực tập sinh cho dự án New Girl Group của YG Entertainment vào tháng 7 năm 2011. Trong buổi thử giọng với YG (YG Audition) cô đã thể hiện ca khúc "I Have A Lover" của Lee Eunmi. Theo lời tự sự của chính Jisoo, trong một lần tham dự buổi hòa nhạc của công ty chủ quản, cô đã được một số nhà tìm kiếm tài năng của SM Entertainment tiếp cận và được ngỏ lời mời gia nhập công ty của họ. Tuy nhiên cô đã từ chối lời đề nghị này vì bản thân cô lúc bấy giờ đã là thực tập sinh bí mật của YG. Vào tháng 5 năm 2012, Yang Hyun-suk hé lộ những bức hình đầu tiên của Jisoo mà không tiết lộ danh tính kèm câu hỏi "Who's That Girl?", ám chỉ rằng cô sẽ là thành viên "nhóm nữ mới" mà ông đã đề cập vào năm 2010. Đến tháng 1 năm 2013, phía YG chính thức xác nhận Jisoo sẽ là gương mặt xuất hiện trong nhóm nhạc nữ mới của họ. Trước khi ra mắt, Jisoo từng tham gia diễn xuất, đóng nhiều quảng cáo, video âm nhạc và thậm chí là cả phim truyền hình. Tháng 10 năm 2014, cô xuất hiện trong video âm nhạc "Spoiler" của Epik High. Vào ngày 18 tháng 11 cùng năm, cô một lần nữa xuất hiện trong video âm nhạc "I'm Different" của Hi Suhyun. Tháng 5 năm 2015, cô tham gia bộ phim Hậu trường giải trí với vai trò diễn viên khách mời trong các tập 4–5, 12 cùng các đồng nghiệp ở công ty là Sandara Park của 2NE1 và Kang Seung-yoon của Winner.

### 2016–2022: Ra mắt với Blackpink, tham gia vào các hoạt động solo và diễn xuất

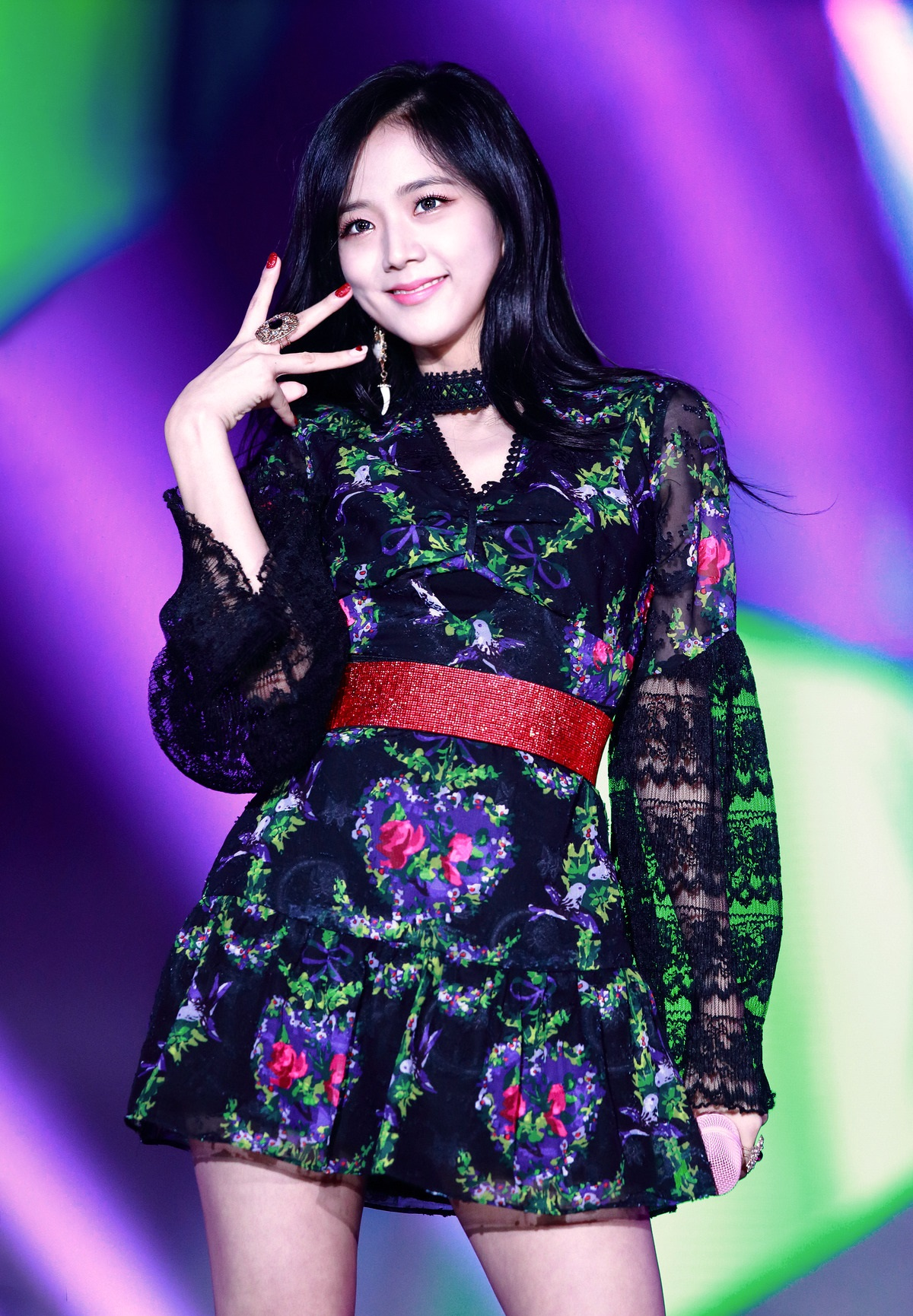
Jisoo trình diễn As If It's Your Last tại Lễ hội âm nhạc Hàn Quốc vào tháng 10 năm 2017.

Ngày 15 tháng 6 năm 2016, công ty YG tiết lộ hình ảnh của Jisoo với tư cách là thành viên thứ ba và cũng là thành viên lớn tuổi nhất của nhóm nhạc nữ mới. Ngày 8 tháng 8 năm 2016, cô chính thức ra mắt với tư cách là thành viên của Blackpink bên cạnh 3 người khác là Jennie, Rosé, Lisa với album đĩa đơn Square One gồm 2 bài hát "Boombayah" và "Whistle". Đĩa đơn đã thu về thành công lớn khi dành thứ hạng vị trị số 1 của Worldwide iTunes Album Chart cũng như trên bảng xếp hạng iTunes của 14 quốc gia khác nhau như Indonesia, Malaysia, Thổ Nhĩ Kỳ, Thái Lan. Ngay lập tức, Blackpink nhận được nhiều sự hoan nghênh ở khắp nơi, được giới báo chí mệnh danh là tân binh "khủng long". Ngày 14 tháng 8 đánh dấu lần đầu tiên Jisoo cùng nhóm xuất hiện trên sân khấu chương trình âm nhạc Inkigayo của kênh truyền hình SBS. Ngày 21 cùng tháng, ca khúc "Whistle" đã mang về cho Blackpink chiếc cúp đầu tiên tại chương trình Inkigayo, trở thành nhóm nhạc nữ có chiến thắng đầu tay nhanh nhất trong lịch sử K-pop chỉ sau 13 ngày, vượt qua kỷ lục 22 ngày trước đó của Miss A. Vào ngày 1 tháng 11 năm 2016, album đĩa đơn mới của nhóm là Square Two cùng hai ca khúc mới "Playing with Fire" và "Stay" chính thức lên sóng. Với ca khúc "Playing with Fire", Blackpink trở thành nhóm nhạc K-pop nữ đầu tiên lọt vào bảng xếp hạng đĩa đơn do tạp chí Billboard phát hành hàng tuần tại Canada.
Vào ngày 5 tháng 2 năm 2017, Jisoo lần đầu đảm nhận vai trò người dẫn chương trình trên Inkigayo bên cạnh Doyoung của NCT và Park Jin-young của GOT7. Trong chương trình ngày hôm đó, cả ba đã có màn trình diễn cá nhân trước khi kết hợp cùng nhau trong một tiết mục vũ đạo trên nền nhạc "Someone in the Crowd", nhạc phim Những kẻ khờ mộng mơ. Vào ngày 22 tháng 6 năm 2017, cô cùng Blackpink chính thức ra mắt ca khúc "As If It's Your Last". Video âm nhạc của bài hát sớm trở thành MV cán mốc 10 triệu lượt xem nhanh nhất đối với nhóm nhạc tại thời điểm đó khi nó chạm đến con số này trong vòng chưa đầy 17 tiếng. Ca khúc dẫn đầu bảng xếp hạng iTunes tại 18 khu vực, đạt được vị trí số 1 trên các bảng xếp hạng âm nhạc tại Hàn Quốc, trở thành nhóm nhạc nữ K-pop làm được điều này trong thời gian ngắn nhất. Vào ngày 20 tháng 7, nhóm đã tổ chức showcase đầu tiên ở nước ngoài tại Nippon Budokan, Tokyo, Nhật Bản, chính thức ra mắt tại quốc gia này. Mini album tiếng Nhật đầu tay mang tên Blackpink của nhóm đã được phát hành vào ngày 30 tháng 8. Tháng 11 năm đó, ca khúc "As If It's Your Last" đã xuất hiện trong một phân cảnh của bộ phim siêu anh hùng Liên minh Công lý của Warner Bros.

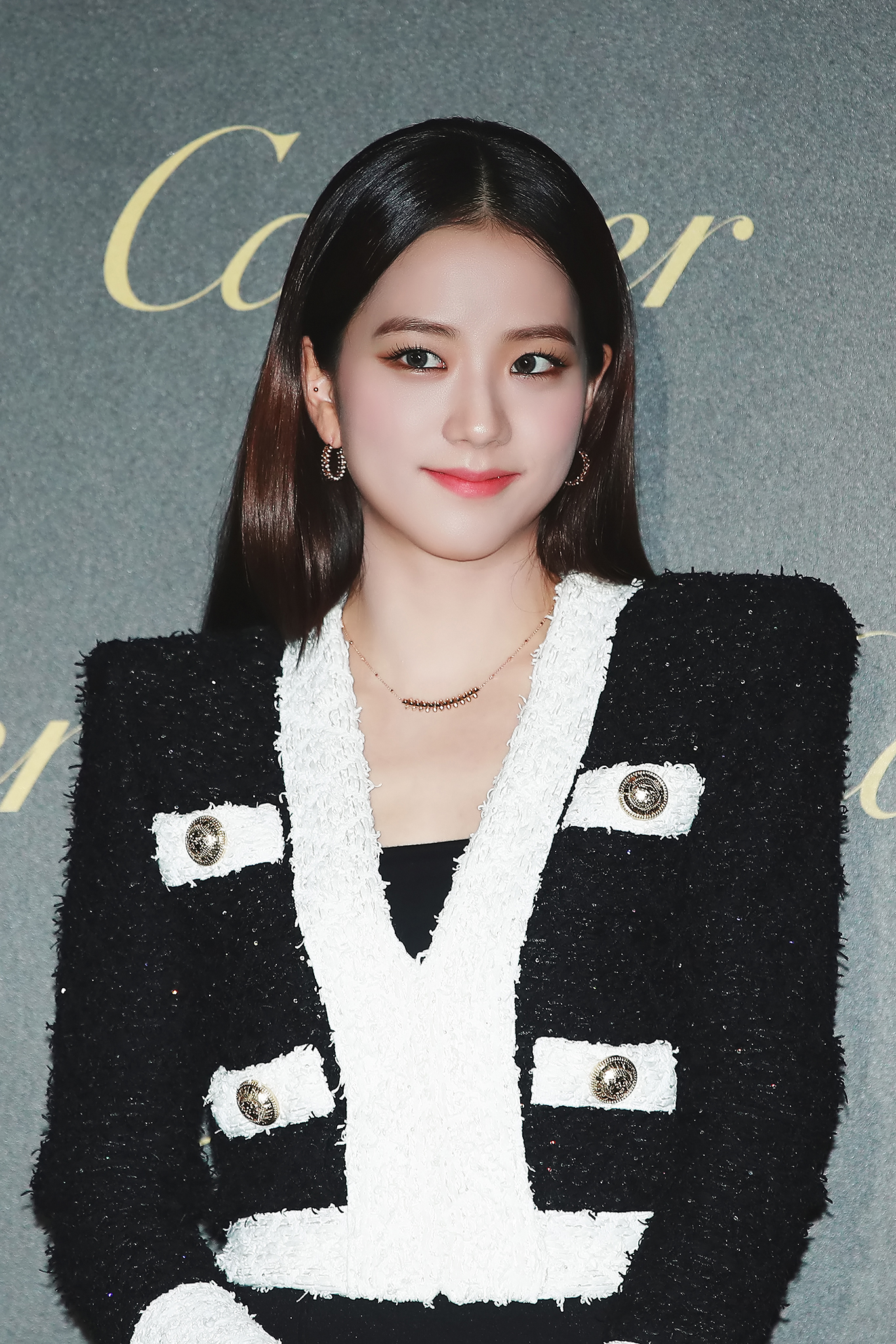
Jisoo tại sự kiện của Cartier tại Seoul vào ngày 19 tháng 9 năm 2019

Tháng 1 năm 2018, chương trình thực tế Blackpink House với nội dung xoay quanh cuộc sống hàng ngày của bốn cô gái được ra mắt trên đài truyền hình Hàn Quốc JTBC. Vào ngày 4 tháng 2, bộ ba Jisoo, Doyoung và Jinyoung đã thực hiện buổi phát sóng cuối cùng trên Inkigayo, kết thúc khoảng thời gian dài 1 năm đảm nhiệm vai trò "chủ nhà" tại chương trình này. Ngày 28 tháng 3, mini album Nhật Bản của nhóm được phát hành lại với tựa đề Re: Blackpink. Vào ngày 15 tháng 6, đĩa mở rộng tiếng Hàn đầu tiên của nhóm là Square Up được phát hành. Bao gồm bài hát chủ đề mang tên "Ddu-Du Ddu-Du" và 3 bài hát khác "Forever Young", "Really" và "See U Later", mini album nay nhanh chóng đoạt được ví trí cao nhất của Gaon Album Chart cũng như vị trí thứ 40 trên Billboard 200, trở thành album bán chạy nhất của Blackpink tại thị trường phương Tây cũng như đưa nhóm trở thành nhóm nữ K-pop có thứ hạng cao nhất trên bảng xếp hạng Billboard. Blackpink đã mở màn chuyến lưu diễn Nhật Bản của họ với buổi biểu diễn tại Osaka vào ngày 24–25 tháng 7, kết thúc chặng 1 với buổi biểu diễn tại Chiba vào ngày 24–26 tháng 8. Điểm dừng cuối cùng của tour diễn ra vào ngày 24 tháng 12 tại Kyocera Dome Osaka như một món quà Giáng Sinh dành cho người hâm mộ của nhóm, điều này khiến nhóm trở thành nhóm nhạc nữ nước ngoài đầu tiên biểu diễn tại sân vận động mái vòm tại Nhật, sau khi ra mắt tại đây 1 năm 4 tháng. Blackpink kết hợp với nữ ca sĩ người Anh Dua Lipa trong ca khúc "Kiss and Make Up" vào tháng 10 năm đó. Cô là người duy nhất thể hiện tiếng Hàn trong bài, trong khi các thành viên còn lại cũng như Dua Lipa đều thể hiện bằng tiếng Anh.
Đầu năm 2019, Jisoo cùng Blackpink khởi động chuyến lưu diễn thế giới của mình Blackpink 2019 World Tour in Your Area, với buổi trình diễn tại Bangkok, Thái Lan từ ngày 11–13 tháng 1. Trong một thông báo vào ngày 8 tháng 2, chủ tịch YG Entertainment Yang Hyun-suk tiết lộ rằng Lisa và Jisoo sẽ là hai thành viên cuối cùng thực hiện màn solo của mình. Cũng trong tháng 2, nhóm đã lên hình trên một số chương trình truyền hình nổi tiếng của Hoa Kỳ cũng như được thông báo sẽ xuất hiện trên ảnh bìa của tạp chí Billboard số tháng ba, trở thành nhóm nhạc nữ K-pop đầu tiên có được vinh dự này. Vào ngày 5 tháng 4, nhóm đã cho ra mắt mini album thứ 2 Kill This Love gồm bài chủ đề cùng tên và 4 bài hát "Don't know what to do", "Kick It", "Hope Not" và "Ddu-Du Ddu-Du Remix". Album đạt thành công vang dội trên thị trường quốc tế, trong đó ca khúc chủ đề "Kill This Love" đạt vị trí thứ 26 trên bảng xếp hạng UK Official Singles Chart. Một tuần sau, vào ngày 12 tháng 4, Blackpink trở thành nghệ sĩ Kpop đầu tiên diễn tại Coachella. Vào trung tuần tháng 6, Jisoo xuất hiện với vai trò là diễn viên khách mời trong tập 7 của bộ phim Biên niên sử Arthdal, công chiếu trên kênh tvN và dịch vụ xem phim trực tuyến Netflix. Tuy chỉ lên hình vỏn vẹn 14 giây với duy nhất một lời thoại nhưng Jisoo vẫn nhận được sự quan tâm của công chúng. Các từ khóa liên quan tới cô nhanh chóng đứng đầu top tìm kiếm của nhiều nước trên thế giới, bao gồm cả Việt Nam. Vào ngày 16 tháng 10, nhóm phát hành phiên bản tiếng Nhật của mini album Kill This Love cũng như bắt đầu triển khai một số hoạt động tại Nhật Bản.

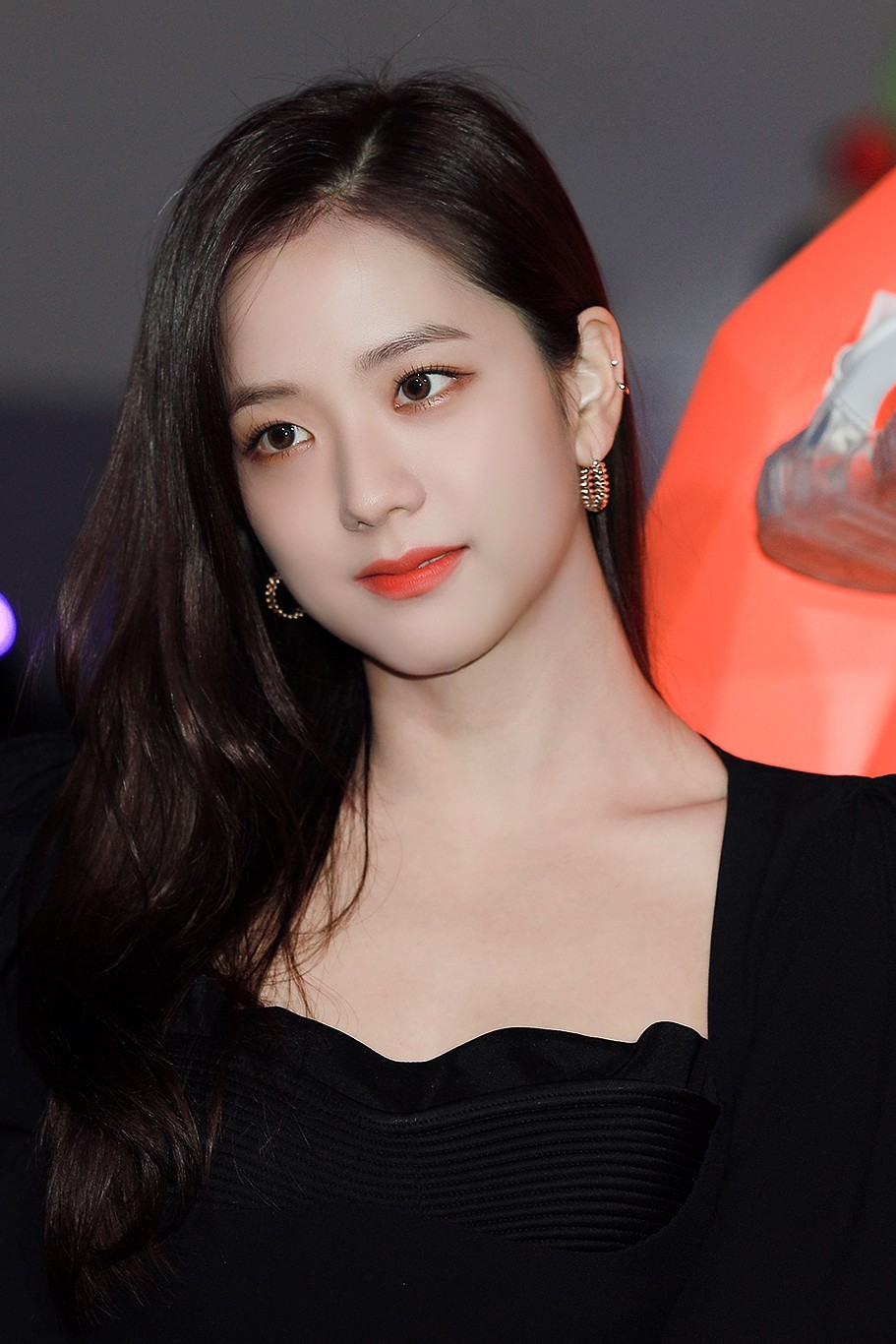
Jisoo tại một sự kiện đầu năm 2020

Ca khúc "Sour Candy" nằm trong album Chromatica của Lady Gaga chính thức ra mắt và đạt hàng loạt kỷ lục. Với vị trí thứ 33 trên bảng xếp hạng Billboard Hot 100, "Sour Candy" trở thành bài hát xếp hạng cao nhất của nhóm ở Mỹ cho đến nay cũng như bài hát xếp hạng cao nhất của một nhóm nhạc nữ Hàn Quốc. Vào ngày 13 tháng 6, YG Entertainment bất ngờ đăng tải một video mở đầu cho chương trình truyền hình thực tế mới nhất của Blackpink, 24/365 with Blackpink, được phát hành trên YouTube. Chương trình ghi lại hoạt động comeback sắp tới của nhóm cũng như cuộc sống của các thành viên thông qua các vlog. Nhóm phát hành ca khúc "How You Like That" vào ngày 26 tháng 6, cán mốc 86,3 triệu lượt xem chỉ sau 1 ngày cũng như xác lập thêm 5 kỷ lục Guinness mới. Đây là khúc dạo đầu cho album chính thức đầu tiên của nhóm. Trước thềm comeback, Jisoo cùng 2 thành viên khác là Rosé và Jennie đã chính thức xác nhận tài khoản Weibo và bắt đầu chiến dịch quảng bá ở Trung Quốc.
Ngày 28 tháng 8, đĩa đơn cùng với video âm nhạc "Ice Cream" kết hợp giữa Blackpink và Selena Gomez được phát hành, là đĩa đơn mở đường thứ hai cho album phòng thu đầu tiên The Album ra mắt vào ngày 2 tháng 10 năm 2020. Ca khúc được nhận xét là ngọt ngào và tràn ngập sắc hồng, trái ngược phong cách "cool ngầu" từ trước đến giờ của nhóm. Vào ngày 18 tháng 8 năm 2020, Jisoo được thông báo sẽ trở thành nữ chính của bộ phim truyền hình Snowdrop của đài JTBC. Đây cũng sẽ là vai diễn chính đầu tiên của cô, vì dù trước đó cô đã từng tham gia diễn xuất trong các bộ phim truyền hình nhưng chỉ trong vai trò khách mời. Ngày 30 tháng 9, danh sách những bài hát nằm trong The Album của nhóm chính thức được công bố cùng với ca khúc chủ đề mang tên "Lovesick Girls". Ca khúc có sự tham gia viết lời của Jisoo và Jennie. Trước đó vào ngày 8 tháng 9, Netflix và Blackpink thông báo rằng bộ phim tài liệu BLACKPINK: Light Up The Sky ra mắt vào ngày 14 tháng 10, kể về bốn năm hoạt động từ lần ra mắt đầu tiên của Blackpink vào năm 2016 với các cảnh quay từ những ngày nhóm luyện tập để nhìn lại cuộc sống gia đình của họ, những câu chuyện hậu trường cùng những cuộc phỏng vấn chân thực với các thành viên.
Jisoo đảm nhận vai chính đầu tiên trong bộ phim truyền hình Snowdrop của JTBC, cùng với sự tham gia của nam diễn viên Jung Hae-in. Cô vào vai một sinh viên năm nhất đại học, Eun Yeong-ro, người bị người yêu bắt làm con tin. Bộ phim được xếp hạng số một trên Disney+ ở bốn trong số năm quốc gia mà nó được phát hành, bao gồm cả Hàn Quốc. Vào tháng 9 năm 2022, Jisoo được trao giải Nữ diễn viên Hàn Quốc xuất sắc tại Giải thưởng Truyền hình Quốc tế Seoul cho vai diễn trong Snowdrop. Jisoo đã tham gia vào quá trình viết lời cho bài hát "Yeah Yeah Yeah" từ album phòng thu thứ hai Born Pink (2022) của Blackpink.

### 2023–nay: Ra mắt solo vớiMe, trở lại diễn xuất và ra mắt phim điện ảnh

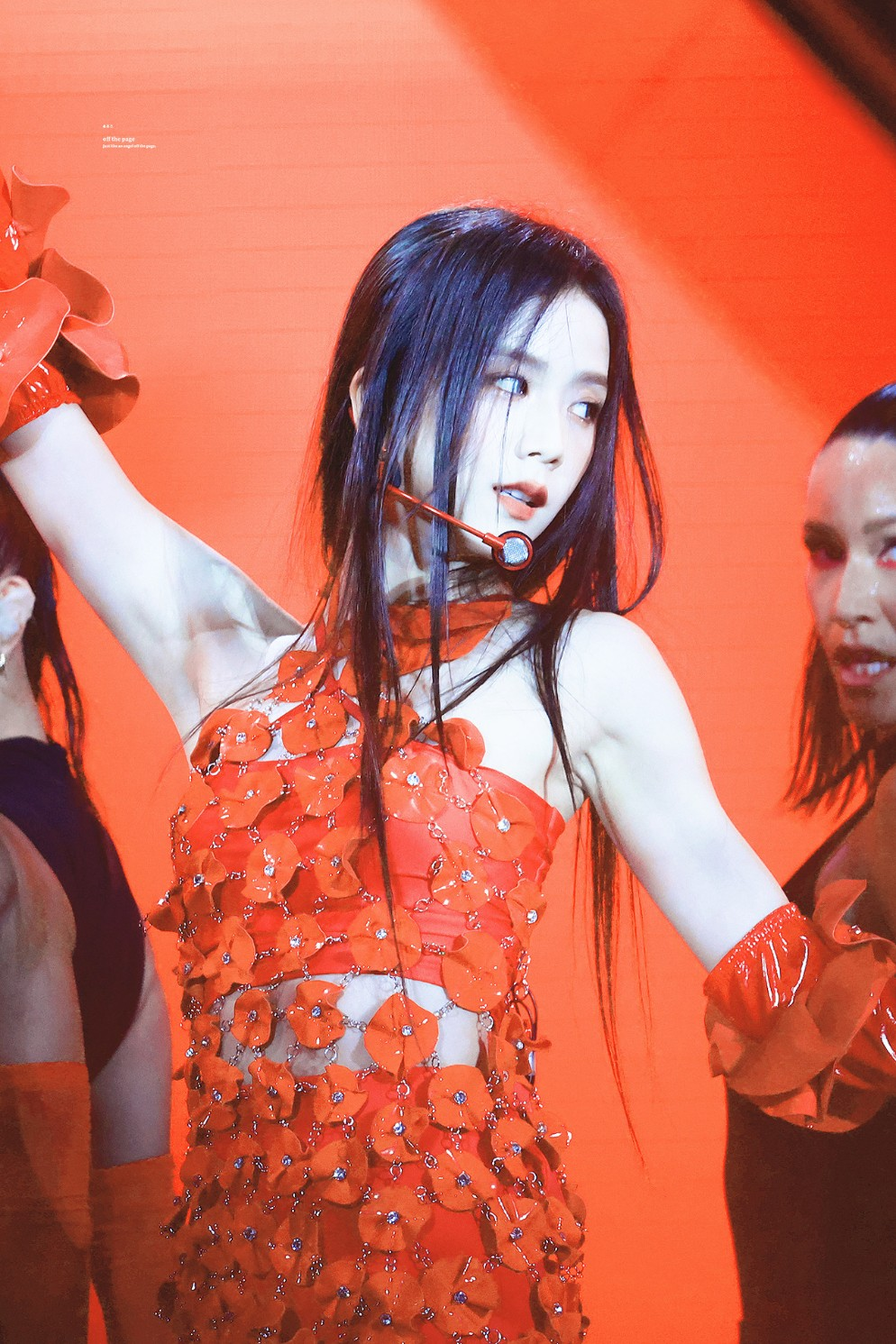
Jisoo biểu diễn "Flower" tại Coachella 2023

Ngày 2 tháng 1 năm 2023, YG Entertainment thông báo rằng Jisoo sẽ ra mắt solo trong năm này và đang trong quá trình thu âm album của mình. Ngày 21 tháng 2, công ty của cô tiết lộ rằng việc ghi hình MV của Jisoo đang được tiến hành tại một địa điểm bí mật ở nước ngoài, với ngân sách sản xuất cao nhất mà họ từng đầu tư cho một MV của Blackpink. Album đĩa đơn Me được phát hành vào ngày 31 tháng 3 năm 2023, bao gồm ca khúc chủ đề "Flower" và ca khúc B-side "All Eyes on Me".
Me ra mắt ở vị trí quán quân trên Circle Album Chart với 1,03 triệu bản bán ra trong tuần đầu tiên phát hành. Nó đã phá vỡ kỷ lục album bán chạy nhất của một nữ nghệ sĩ solo K-pop và trở thành album đầu tiên bán được một triệu bản trong lịch sử. Đĩa đơn chủ đề "Flower" là một thành công thương mại ở Hàn Quốc, đạt vị trí á quân trên Circle Digital Chart và giữ vững vị trí trong top 10 suốt 12 tuần. Trên phạm vi quốc tế, bài hát ra mắt ở vị trí á quân trên Billboard Global 200 và đạt được lượt stream lớn thứ ba cho ca khúc đầu tay của một nghệ sĩ trong lịch sử bảng xếp hạng này. "Flower" còn trở thành đĩa đơn của nữ nghệ sĩ solo Hàn Quốc có thứ hạng cao nhất trên Canadian Hot 100 và UK Singles Chart. Jisoo quảng bá "Flower"  thông qua màn trình diễn trên chương trình Inkigayo của đài SBS và giành được 9 chiến thắng trên các chương trình âm nhạc Hàn Quốc, bao gồm Triple Crown trên Inkigayo và Show Champion. Cô biểu diễn bài hát này trong những buổi hòa nhạc của Blackpink tại Coachella vào tháng 4 và BST Hyde Park vào tháng 7.
Ngày 31 tháng 8, có thông báo cho rằng Jisoo đã được chọn vào vai chính cùng với Park Jeong-min trong bộ phim truyền hình mới của Coupang Play mang tên Influenza, một bộ phim về đại dịch xác sống do Han Jin-won (biên kịch của Ký sinh trùng) cùng Ji Ho-jin viết kịch bản và được đạo diễn bởi Yoon Seong-hyun. Công ty quản lý của Jisoo là YG Entertainment đã đưa ra tuyên bố rằng cô đang cân nhắc xuất hiện trong bộ phim này và đây là một trong những dự án đang được nữ diễn viên đề xuất và xem xét. Ngày 19 tháng 9, có thông báo cho biết Jisoo sẽ có một sự xuất hiện đặc biệt trong bộ phim Dr. Cheon and Lost Talisman, trong đó cô thủ vai một tiên nữ truyền thống Hàn Quốc. Jisoo cũng sẽ ra mắt màn ảnh rộng trong bộ phim điện ảnh chuyển thể từ webtoon Omniscient Reader's Viewpoint cùng với nam diễn viên Lee Min-ho, mà cô là một người hâm mộ của tác phẩm gốc. Việc ghi hình sẽ bắt đầu vào tháng 12.
Ngày 22 tháng 11 năm 2023, Jisoo cùng với các thành viên khác của Blackpink đã được Quốc vương Charles III công nhận tư cách thành viên danh dự của Huân chương Đế quốc Anh (MBE) tại một buổi lễ đặc biệt diễn ra ở Cung điện Buckingham, sự kiện này cũng có sự góp mặt của Tổng thống Hàn Quốc Yoon Suk-yeol. Ngày 5 tháng 12, YG Entertainment thông báo rằng Jisoo cùng với những thành viên khác của Blackpink đã gia hạn hợp đồng cho các hoạt động nhóm, trong khi các hợp đồng cá nhân của họ vẫn đang được thảo luận. Sau đó, vào ngày 29 tháng 12, YG Entertainment đã xác nhận rằng Jisoo và những thành viên khác của Blackpink đã quyết định không tiếp tục ký hợp đồng với công ty cho các hoạt động cá nhân. Vào ngày 21 tháng 2 năm 2024, Jisoo thành lập hãng đĩa mới của mình mang tên Blissoo.

## Tác động và ảnh hưởng

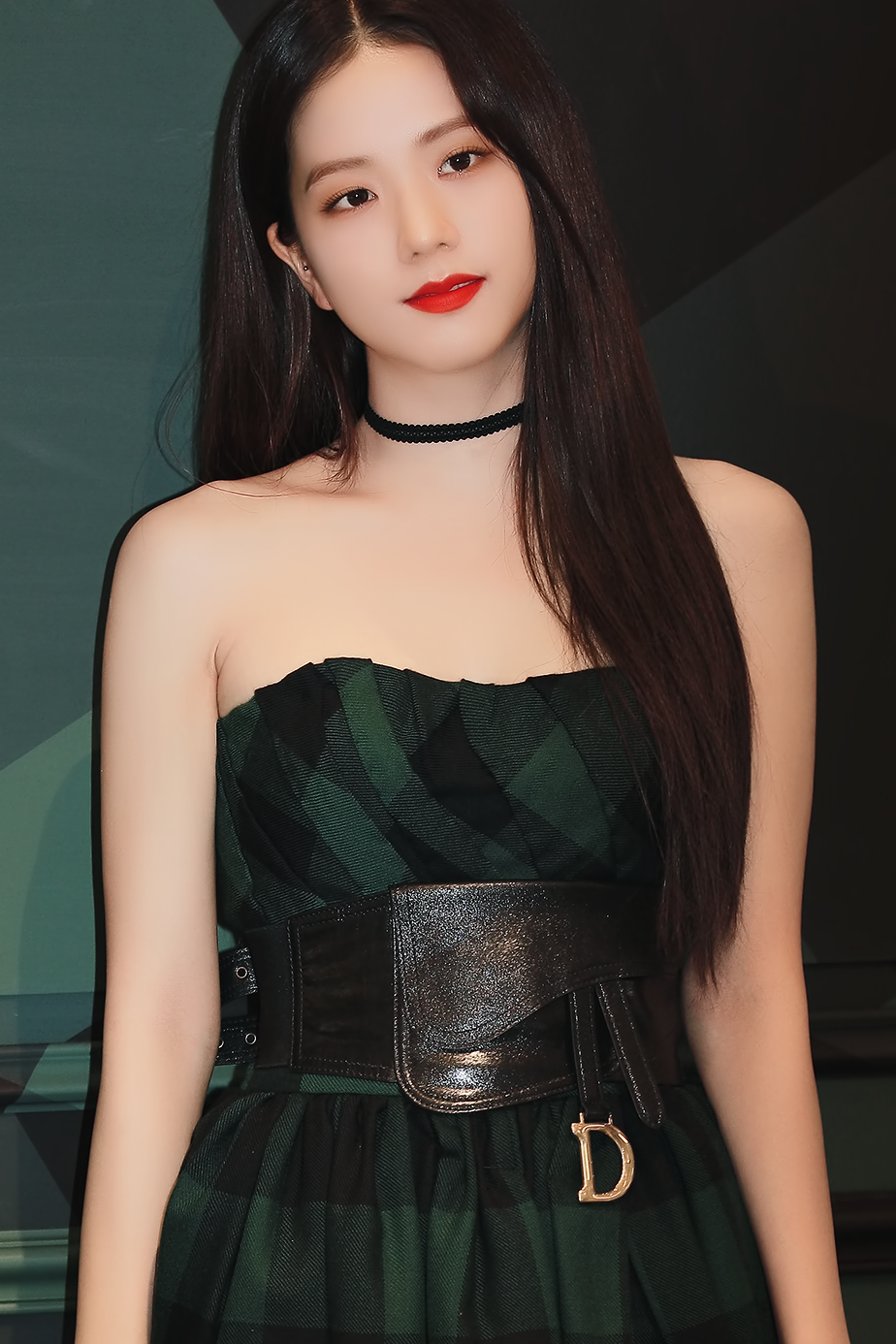
Jisoo tại một sự kiện của Dior vào tháng 8 năm 2019

Jisoo được xếp là thần tượng K-pop nổi tiếng thứ 10 vào năm 2018 và thứ 17 vào năm 2019 trong các cuộc khảo sát thường niên do Gallup Korea thực hiện. Năm 2019, cô được xếp là thần tượng K-pop nữ nổi tiếng thứ sáu trong một cuộc khảo sát với các binh sĩ đang thực hiện nghĩa vụ quân sự bắt buộc tại Hàn Quốc. Cùng năm đó, Jisoo là một trong hai ca sĩ Hàn Quốc được góp mặt vào danh sách BoF 500, một "bảng xếp hạng chuyên nghiệp có uy tín" của những người định hình ngành công nghiệp thời trang trị giá 2,4 nghìn tỷ USD. Vào tháng 12 năm 2022, Jisoo được tạp chí Time công nhận là nữ diễn viên Hàn Quốc được theo dõi nhiều nhất trên Instagram, với hơn 66 triệu người theo dõi vào thời điểm đó. Cô cũng là thần tượng K-pop được theo dõi nhiều thứ ba, sau các thành viên cùng nhóm là Lisa và Jennie, với 76,7 triệu người theo dõi trên nền tảng này tính đến tháng 12 năm 2023.
Jisoo lọt top 10 người nổi tiếng và influencer hàng đầu ở lĩnh vực mỹ phẩm trong 5 tháng đầu năm 2020. Theo tạp chí thương mại ngành công nghiệp thời trang Women's Wear Daily, Jisoo dẫn đầu về mức độ tương tác trung bình trên mỗi bài đăng, vượt qua cả Rihanna và Kylie Jenner. Mặc dù chỉ có tổng cộng 12 bài đăng, ít nhất trong danh sách, song cô vẫn đứng thứ 7 trong bảng xếp hạng chung cuộc. Jisoo còn là người Đông Á duy nhất có tên trong bảng xếp hạng này.
Jisoo đứng đầu danh sách thương hiệu cá nhân của các nhóm nhạc nữ do Viện Nghiên cứu Doanh nghiệp Hàn Quốc lập ra, nó được xây dựng dựa trên phân tích dữ liệu từ nhiều thương hiệu và thói quen của người tiêu dùng trực tuyến nhằm đo lường những người có ảnh hưởng lớn đến mức tiêu thụ và sự quan tâm dành cho thương hiệu. Giám đốc Viện Nghiên cứu Ngôn ngữ Hàn Quốc Seong-sun Lim nhận xét rằng làn sóng Hàn Quốc trong cộng đồng toàn cầu đang nhanh chóng phá vỡ sự thống trị của văn hóa phương Tây truyền thống, cũng như nhắc đến Jisoo và Jungkook như những tiêu chuẩn mới về vẻ đẹp toàn cầu, vượt qua cả những diễn viên huyền thoại như Olivia Hussey và James Dean.
Năm 2020, sự gia tăng doanh số bán hàng của Dior trong đại dịch COVID-19 tại Hàn Quốc được cho là nhờ vào chiến dịch tiếp thị với các ca sĩ nhạc pop Hàn Quốc, trong đó có Jisoo. Nữ ca sĩ xuất hiện trong chiến dịch quảng bá túi xách Bobby mới của Dior cùng với những influencer khác như Chiara Ferragni và Kat Graham. Tại buổi trình diễn bộ sưu tập Xuân/Hè 2021 của thương hiệu này, Jisoo đã thu hút sự chú ý với vai trò là đại diện của Hàn Quốc. Sự hiện diện của cô tại sự kiện ấy đã giúp bài đăng trên mạng xã hội của Dior có lượng tương tác cao nhất, với MIV trung bình đạt 33% kể từ buổi trình diễn Thu 2020. Vào tháng 3 năm 2021, giám đốc sáng tạo Maria Grazia Chiuri cho biết bộ sưu tập Thu/Đông 2021 của Dior được lấy cảm hứng từ Jisoo. Cũng có thông tin tiết lộ rằng một trong mười màu son dưỡng Dior Addict Lip Glow, #025 Seoul Scarlet, được lấy cảm hứng từ những người phụ nữ Hàn Quốc như Jisoo.
Sự hiện diện của Jisoo tại buổi trình diễn bộ sưu tập Xuân/Hè 2022 của Dior đã thu hút sự chú ý lớn cả trong lẫn ngoài Jardin des Tuileries. Chị cả Blackpink trở thành nhân vật công chúng tạo ra MIV lớn nhất trong suốt Tuần lễ Thời trang Paris, với bốn bức ảnh được đăng tải trên trang Instagram cá nhân của cô được định giá 1,84 triệu USD. Hơn thế nữa, cô là ngôi sao hàng đầu về MIV của Dior, đóng góp 15,7 triệu USD trong tổng số 39,1 triệu USD mà thương hiệu thu được chỉ từ hai bài đăng trên mạng xã hội. Vào tháng 3, cô đã tạo ra MIV cao nhất cho một bài đăng trên mạng xã hội trong buổi trình diễn bộ sưu tập Thu/Đông 2022 của Dior tại Tuần lễ Thời trang Paris, với một bức ảnh được định giá 1,74 triệu USD.
Vào tháng 3 năm 2021, thứ hạng của ứng dụng KartRider Rush+ đã tăng vọt lên vị trí thứ 11 sau khi có thông báo về việc hợp tác thiết kế với Jisoo. Sự hợp tác này cũng nhận được phản hồi tích cực từ người dùng.

### Từ thiện
Vào ngày 3 tháng 1 năm 2023, nhân dịp sinh nhật tuổi 28 của mình, Jisoo đã ra mắt kênh YouTube cá nhân mang tên "Happy Jisoo 103%". Cô bày tỏ rằng toàn bộ doanh thu từ kênh mới này sẽ được quyên góp cho các hoạt động từ thiện. Vào ngày 12 tháng 3 năm 2024, nữ ca sĩ tiết lộ rằng tổ chức từ thiện mà cô chọn là Save the Children.

## Quảng bá và thời trang

Jisoo cùng với nam diễn viên Lee Min-ho trong quảng cáo cho thương hiệu Samsonite vào năm 2015.

Trước khi ra mắt cùng Blackpink, Jisoo đã xuất hiện trong các quảng cáo cho  Samsonite, Smart Uniform, LG Electronics và Nikon. Vào tháng 9 năm 2018, Jisoo và thành viên cùng nhóm Rosé trở thành người mẫu đại diện cho thương hiệu mỹ phẩm Nhật Bản Kiss Me. Vào tháng 2 năm 2021, thương hiệu quần áo Hàn Quốc It Michaa đã chọn Jisoo làm nàng thơ cho bộ sưu tập Xuân 2021. Cô cũng được mời tham gia vào chiến dịch mùa hè 2021 cho dòng sản phẩm For a Day Michaa của It Michaa. Vào tháng 8 năm 2021, Jisoo được chọn làm người phát ngôn cho thương hiệu quần short Hàn Quốc CELEBe. Vào tháng 3 năm 2022, Jisoo trở thành đại sứ thương hiệu cho tựa game MapleStory của Nexon, khiến cô trở thành đại sứ thứ hai sau cung thủ Olympic Kim Je-deok. Tháng 12 năm 2023, Dyson chọn Jisoo làm đại sứ Thương hiệu chính thức cho dòng sản phẩm chăm sóc tóc mới của hãng. Sau đó, vào tháng 1 năm 2024, nhà bán lẻ quần áo thể thao Mỹ Alo Yoga đã công bố Jisoo là gương mặt mới cho chiến dịch mùa xuân 2024, phù hợp với quan điểm của nữ ca sĩ về sức khỏe và thể chất thông qua yoga và pilates. Vào ngày 6 tháng 3 năm 2024, Jisoo được chọn làm gương mặt đại diện mới của thương hiệu thời trang London Self-Portrait, cho bộ sưu tập Xuân 2024, trở thành nhạc sĩ đầu tiên góp mặt trong chiến dịch này.

### Dior
Vào tháng 12 năm 2019, Jisoo trở thành đại sứ khu vực cho thương hiệu mỹ phẩm Dior Beauty. Mùa hè năm sau, cô được chọn làm nàng thơ của Dior và làm người mẫu cho bộ sưu tập Thu/Đông 2020 của Dior. Vào tháng 9 năm 2020, Jisoo xuất hiện trên trang bìa của Dazed Korea số 155 năm 2020, tại đây cô chia sẻ về công việc của mình với Dior. Vào tháng 12 năm 2020, Jisoo được chụp ảnh cùng với túi Lady Dior và D'Lite trong Bộ sưu tập Cruise 2020–2021 của Dior.
Vào tháng 1 năm 2021, sản phẩm "Dior Forever Skin Glow Cushion" do Jisoo quảng bá đã được ra mắt độc quyền tại Hàn Quốc. Cô cũng quảng bá cho bộ sưu tập Xuân/Hè của thương hiệu này, giọng ca Blackpink diện túi Caro của Dior. Vào tháng 3 năm sau, Jisoo đã củng cố mối quan hệ hợp tác lâu dài với Dior khi họ công bố cô là đại sứ toàn cầu mới của họ, cùng với Natalie Portman và Cara Delevingne. Vào tháng 5 năm 2021, Jisoo bắt tay vào thực hiện dự án hợp tác đầu tiên với thương hiệu, dẫn đầu các chiến dịch Dior Thu 2021 và Dior Vespa trong vai trò là gương mặt trang bìa của tạp chí Elle số tháng 6, phát hành ở bốn quốc gia—Hồng Kông, Thái Lan, Singapore và Ấn Độ. Jisoo còn là người mẫu cho dòng son dưỡng mới ra mắt của Dior, Dior Addict Lip Glow, trong loạt sản phẩm Dior Beauty.
Vào tháng 6 năm 2021, Jisoo tham dự buổi trình diễn Dior Resort 2022 tại Sân vận động Panathenaic ở Hy Lạp, cô diện một chiếc váy linen màu trắng do giám đốc sáng tạo Maria Grazia Chiuri thiết kế. Vào tháng 9 năm 2021, Jisoo tham dự buổi trình diễn thời trang Xuân/Hè 2022 của Dior Womenswear, được tổ chức trong khuôn khổ Tuần lễ Thời trang Paris 2021 tại Jardin des Tuileries. Cô ngồi ở hàng ghế đầu, bên cạnh Chủ tịch kiêm CEO của Dior, Pietro Beccari. Trước thềm buổi trình diễn, hành trình đến Paris của cô đã được ghi lại trên các tài khoản mạng xã hội của Dior, tường thuật những khoảnh khắc từ chuyến thăm xưởng may của Dior, tìm hiểu về nguồn cảm hứng đằng sau bộ sưu tập Xuân/Hè 2022 cho đến tham quan kho lưu trữ túi Lady Dior, được đặt theo tên của Công nương Diana.
Vào tháng 2 năm 2022, Jisoo trở thành gương mặt đại diện cho bộ sưu tập son môi Dior Addict cùng với các đại sứ khác là Anya Taylor-Joy và Sharon Alexie. Nhân dịp sinh nhật tuổi 28 của cô, Dior đã ra mắt một màu son bóng mới mang tên "031 Strawberry".

### Cartier
Vào tháng 9 năm 2020, Jisoo được chọn làm người mẫu chính cho dòng sản phẩm Pasha de Cartier của Cartier. Vào ngày 25 tháng 5 năm 2022, Cartier đã công bố Jisoo là đại sứ thương hiệu của họ, gia nhập cộng đồng Panthère de Cartier bao gồm những tên tuổi như Annabelle Wallis, Ella Balinska, Trương Chấn, Mariacarla Boscono và Yasmine Sabri. Để chào mừng kỷ niệm 100 năm ra đời của dòng sản phẩm Trinity, Jisoo là một trong những ngôi sao tham gia chiến dịch này cùng Yara Shahidi, Paul Mescal, Labrinth và Vương Gia Nhĩ.

### Hợp tác khác
Vào tháng 2 năm 2021, Line Friends thông báo Jisoo là đối tác độc quyền để thiết kế một nhân vật trong tựa game di động KartRider Rush+, được phát hành vào ngày 19 tháng 3 năm 2021. Cô đã tự tay phác thảo các vật phẩm và ý tưởng cho nhân vật này. Những vật phẩm của cô bao gồm Chichi, một chú thỏ lấy cảm hứng từ biệt danh "Turtle Rabbit Kim" của Jisoo trong cộng đồng người hâm mộ, và Dalgom, là tên thú cưng của cô. Cả Chichi và Dalgom đã được phát triển thành các sticker trên nền tảng Line Messenger.

## Đời tư
Jisoo là thành viên duy nhất của Blackpink sinh ra và lớn lên tại Hàn Quốc. Cô là một người hâm mộ của bộ môn bóng rổ và đặc biệt tích cực tham gia các hoạt động ngoại khóa thời còn đi học. Cũng có tin đồn rằng Jisoo từng tham gia câu lạc bộ diễn xuất của trường mình và thần tượng diễn xuất của cô là hai nữ diễn viên Son Ye-jin và Natalie Portman. Bên cạnh tiếng Hàn mẹ đẻ, cô còn có thể sử dụng tiếng Nhật và một ít tiếng Trung. So với các thành viên khác trong nhóm, Jisoo kém hơn về khả năng giao tiếp bằng tiếng Anh. Cô khá rụt rè và không tự tin khi sử dụng ngôn ngữ này nhưng vẫn cố gắng trau dồi vốn tiếng Anh mỗi ngày để có thể chia sẻ nhiều hơn với người hâm mộ nước ngoài.
Vào ngày 3 tháng 8 năm 2023, YG Entertainment xác nhận rằng Jisoo và nam diễn viên Ahn Bo-hyun đang hẹn hò, sau khi một cơ quan truyền thông Hàn Quốc đưa tin về mối quan hệ mới chớm nở của họ; thế nhưng chỉ hai tháng sau, vào ngày 24 tháng 10, họ đã chia tay vì "lịch trình bận rộn".

## Danh sách đĩa nhạc

### Album đĩa đơn
| Tựa đề | Chi tiết | Thứ hạng cao nhất | Thứ hạng cao nhất | Thứ hạng cao nhất | Thứ hạng cao nhất | Doanh số                      | Chứng nhận    |
| Tựa đề | Chi tiết | KOR               | HUN               | JPN               | JPN Cmb.          | Doanh số                      | Chứng nhận    |
| ------ | --- | ----------------- | ----------------- | ----------------- | ----------------- | ----------------------------- | ------------- |
| Me     | - Phát hành: 31 tháng 3 năm 2023 - Hãng đĩa: YG, Interscope - Định dạng: CD, tải xuống kỹ thuật số, streaming, LP | 1                 | 2                 | 24                | 46                | - KOR: 1.542.205 - JPN: 1.960 | - KMCA: Triệu |

### Đĩa đơn
| Tựa đề        | Năm  | Thứ hạng cao nhất | Thứ hạng cao nhất | Thứ hạng cao nhất | Thứ hạng cao nhất | Thứ hạng cao nhất | Thứ hạng cao nhất | Thứ hạng cao nhất | Thứ hạng cao nhất | Thứ hạng cao nhất | Thứ hạng cao nhất | Doanh số                 | Chứng nhận | Album |
| Tựa đề        | Năm  | KOR               | AUS               | CAN               | HUN               | NZ                | SGP               | UK                | US Bub.           | VIE               | WW                | Doanh số                 | Chứng nhận | Album |
| ------------- | ---- | ----------------- | ----------------- | ----------------- | ----------------- | ----------------- | ----------------- | ----------------- | ----------------- | ----------------- | ----------------- | ------------------------ | ---------- | ----- |
| "Flower" (꽃) | 2023 | 2                 | 33                | 30                | 4                 | 40                | 1                 | 38                | 4                 | 1                 | 2                 | - US: 6.000 - WW: 21.000 | - MC: Vàng | Me    |

### Bài hát khác đã được xếp hạng
| Tựa đề           | Năm  | Thứ hạng cao nhất | Thứ hạng cao nhất | Thứ hạng cao nhất | Thứ hạng cao nhất | Thứ hạng cao nhất | Thứ hạng cao nhất | Thứ hạng cao nhất | Thứ hạng cao nhất | Thứ hạng cao nhất | Thứ hạng cao nhất | Doanh số    | Album |
| Tựa đề           | Năm  | KOR               | HUN               | MLY Songs         | NZ Hot            | PHL Songs         | SGP               | TWN               | US World          | VIE               | WW                | Doanh số    | Album |
| ---------------- | ---- | ----------------- | ----------------- | ----------------- | ----------------- | ----------------- | ----------------- | ----------------- | ----------------- | ----------------- | ----------------- | ----------- | ----- |
| "All Eyes on Me" | 2023 | 102               | 10                | 8                 | 18                | 19                | 11                | 6                 | 6                 | 6                 | 78                | - US: 3.000 | Me    |

### Sáng tác
Tất cả các thông tin về việc ghi công bài hát được lấy từ cơ sở dữ liệu của Hiệp hội Bản quyền Âm nhạc Hàn Quốc, trừ khi có ghi chú khác.
| Năm  | Nghệ sĩ   | Bài hát          | Album     | Người viết lời bài hát | Người viết lời bài hát            |
| Năm  | Nghệ sĩ   | Bài hát          | Album     | Được ghi công          | Với                               |
| ---- | --------- | ---------------- | --------- | ---------------------- | --------------------------------- |
| 2020 | Blackpink | "Lovesick Girls" | The Album | Yes                    | Løren, Danny Chung, Jennie, Teddy |
| 2022 | Blackpink | "Yeah Yeah Yeah" | Born Pink | Yes                    | VVN, Kush, Rosé                   |

## Danh sách phim, chương trình truyền hình và video âm nhạc

### Phim truyền hình
| Năm       | Tên                  | Vai trò   | Vai diễn     | Nguồn   |
| --------- | -------------------- | --------- | ------------ | ------- |
| 2015      | The Producers        | Khách mời | Bản thân     | [ 226 ] |
| 2017      | Temporary Idol       | Khách mời | Bản thân     | [ 227 ] |
| 2018      | YG Future Strategy   | Khách mời | Bản thân     | [ 227 ] |
| 2019      | Biên niên sử Arthdal | Khách mời | Sae Narae    | [ 228 ] |
| 2021–2022 | Snowdrop             | Vai chính | Eun Young-ro | [ 229 ] |

### Video âm nhạc
| Năm  | Tên bài hát  | Đạo diễn            | Thời lượng |
| ---- | ------------ | ------------------- | ---------- |
| 2023 | "Flower"     | Han Sa-min          | 3:04       |
| 2025 | "Earthquake" | Christian Breslauer | 4:25       |

### Dẫn chương trình
| Năm  | Kênh | Tên      | Ngày                                    | Ghi chú                                  |
| ---- | ---- | -------- | --------------------------------------- | ---------------------------------------- |
| 2017 | SBS  | Inkigayo | 5 tháng 2 năm 2017 - 4 tháng 2 năm 2018 | Với Jinyoung (Got7) và Doyoung (NCT 127) |
| 2017 | SBS  | Inkigayo | Inkigayo Super Concert in Daejeon       | Với V (BTS) và Jinyoung (Got7)           |

## Lưu diễn

### Fan meeting
| Năm  | Ngày            | Tên                             | Thành phố        | Quốc gia    | Địa điểm                                      | Khán giả |
| ---- | --------------- | ------------------------------- | ---------------- | ----------- | --------------------------------------------- | -------- |
| 2025 | Ngày 14 tháng 3 | Lights, Love, Action! Asia Tour | Thành phố Quezon | Philippines | Smart Araneta Coliseum                        |          |
| 2025 | Ngày 15 tháng 3 | Lights, Love, Action! Asia Tour | Băng Cốc         | Thái Lan    | Trung tâm Hội nghị Quốc gia Vương hậu Sirikit |          |
| 2025 | Ngày 17 tháng 3 | Lights, Love, Action! Asia Tour | Saitama          | Nhật Bản    | Đấu trường Saitama Super                      |          |
| 2025 | Ngày 18 tháng 3 | Lights, Love, Action! Asia Tour | Saitama          | Nhật Bản    | Đấu trường Saitama Super                      |          |
| 2025 | Ngày 21 tháng 3 | Lights, Love, Action! Asia Tour | Ma Cao           | Trung Quốc  | Galaxy Arena                                  |          |
| 2025 | Ngày 22 tháng 3 | Lights, Love, Action! Asia Tour | Ma Cao           | Trung Quốc  | Galaxy Arena                                  |          |
| 2025 | Ngày 23 tháng 3 | Lights, Love, Action! Asia Tour | Đài Bắc          | Đài Loan    | Trung tâm hội nghị và triển lãm Đào Viên      |          |
| 2025 | Ngày 28 tháng 3 | Lights, Love, Action! Asia Tour | Hồng Kông        | Trung Quốc  | AsiaWorld–Arena                               |          |
| 2025 | Ngày 29 tháng 3 | Lights, Love, Action! Asia Tour | Hồng Kông        | Trung Quốc  | AsiaWorld–Arena                               |          |
| 2025 | Ngày 30 tháng 3 | Lights, Love, Action! Asia Tour | Hà Nội           | Việt Nam    | Cung thi đấu điền kinh trong nhà Mỹ Đình      |          |

## Giải thưởng
| Năm  | Giải thưởng                     | Hạng mục                                       | Đề cử  | Kết Quả   |
| ---- | ------------------------------- | ---------------------------------------------- | ------ | --------- |
| 2021 | Weibo Starlight Awards          | Đại sảnh danh vọng ánh sao Weibo (Hàn Quốc)    | Jisoo  | Đoạt giải |
| 2021 | The Fact Music Awards           | Người hâm mộ và ngôi sao chọn lựa (cá nhân)    | Jisoo  | Đề cử     |
| 2022 | Ddu Korean Drama Awards         | Nữ diễn viên tân binh xuất sắc nhất            | Jisoo  | Đoạt giải |
| 2022 | SEC Awards                      | Diễn viên phim Châu Á xuất sắc                 | Jisoo  | Đoạt giải |
| 2022 | Seoul International Drama Award | Nữ diễn viên phim truyền hình Hàn Quốc của năm | Jisoo  | Đoạt giải |
| 2023 | Brand of the Year Award         | Nữ nghệ sĩ Solo của năm (Daesang)              | Jisoo  | Đoạt giải |
| 2023 | Top Ten Awards                  | The Best Artist in UK                          | Jisoo  | Đoạt giải |
| 2023 | Mnet Asian Music Awards         | Best Dance Performance Female Solo             | Jisoo  | Đoạt giải |
| 2023 | Mnet Asian Music Awards         | Artist Of The Year (Daesang)                   | Jisoo  | Đề cử     |
| 2023 | Mnet Asian Music Awards         | Worldwide Fans' Choice                         | Jisoo  | Đề cử     |
| 2023 | Mnet Asian Music Awards         | Best Female Artist                             | Jisoo  | Đoạt giải |
| 2023 | Mnet Asian Music Awards         | Best Music Video                               | FLOWER | Đoạt giải |
| 2023 | Mnet Asian Music Awards         | Song Of The Year (Daesang)                     | FLOWER | Đề cử     |
| 2023 | China Year End Awards           | Best Selling Kpop Single                       | ME     | Đoạt giải |
| 2023 | China Year End Awards           | Best Selling International Single              | ME     | Đoạt giải |
| 2023 | China Year End Awards           | Best Selling solo Kpop Single                  | ME     | Đoạt giải |
| 2023 | China Year End Awards           | Best Selling Artist - Singles                  | ME     | Đề cử     |
| 2023 | China Year End Awards           | Best Selling Single                            | ME     | Đoạt giải |
| 2023 | Asian Pop Music Awards          | Song Of The Year (Overseas)                    | Flower | Đoạt giải |
| 2023 | Asian Pop Music Awards          | Best Female Artist (Overseas)                  | Jisoo  | Đoạt giải |
| 2023 | Asian Pop Music Awards          | Top 20 Songs of the Year (Overseas)            | Flower | Đoạt giải |
| 2023 | Asian Pop Music Awards          | People's Choice Award (Overseas)               | Jisoo  | Đoạt giải |
| 2023 | Golden Disc Awards              | Bonsang Digital                                | Flower | Đoạt giải |
| 2023 | Golden Disc Awards              | Favorite Popular Artist                        | Jisoo  | Đoạt giải |
| 2023 | Golden Disc Awards              | Song Of The Year                               | Jisoo  | Đề cử     |
| 2023 | Melon Music Awards              | Best Female Solo                               | Jisoo  | Đề cử     |
| 2023 | Melon Music Awards              | Song of the Year                               | Flower | Đề cử     |
| 2023 | Melon Music Awards              | Top 10 Bonsang                                 | Jisoo  | Đề cử     |
| 2023 | Melon Music Awards              | Artist of the Year                             | Jisoo  | Đề cử     |
| 2023 | Circle Chart Music Awards       | Nghệ sĩ của năm (Digital)                      | Jisoo  | Đề cử     |
| 2023 | Circle Chart Music Awards       | Nghệ sĩ của năm (Global Streaming)             | Jisoo  | Đoạt giải |
| 2023 | Circle Chart Music Awards       | Nghệ sĩ của năm (Streaming - Unique Listeners) | Jisoo  | Đề cử     |
| 2023 | Korean Sales Music Awards       | Best New Soloist - Female                      | Jisoo  | Đoạt giải |
| 2023 | Korean Sales Music Awards       | Best Soloist                                   | Jisoo  | Đề cử     |
| 2023 | KGirls Music Awards             | Soloist of the year (Daesang)                  | Jisoo  | Đoạt giải |
| 2023 | KGirls Music Awards             | Solo Debut of the year                         | Jisoo  | Đoạt giải |
| 2023 | KGirls Music Awards             | Best soloist song of the year                  | Flower | Đoạt giải |
| 2023 | KGirls Music Awards             | MV of the year                                 | Flower | Đoạt giải |
| 2023 | Hanteo Music Awards             | Nghệ sĩ của năm                                | Jisoo  | Đề cử     |
| 2024 | iHeartRadio Music Awards        | Best Music Video                               | Flower | Đề cử     |
| 2024 | BIC Seven Awards                | Video of the year                              | Flower | Đoạt giải |

### Danh hiệu nhà nước
| Quốc gia | Năm  | Danh hiệu                                            | Nguồn   |
| -------- | ---- | ---------------------------------------------------- | ------- |
| Anh Quốc | 2023 | Thành viên danh dự của Huân chương Đế quốc Anh (MBE) | [ 123 ] |

## Chương trình âm nhạc

### Show Champion
| Năm  | Ngày       | Bài hát  |
| ---- | ---------- | -------- |
| 2023 | 5 tháng 4  | "FLOWER" |
| 2023 | 12 tháng 4 | "FLOWER" |
| 2023 | 26 tháng 4 | "FLOWER" |

### M Countdown
| Năm  | Ngày       | Bài hát      |
| ---- | ---------- | ------------ |
| 2023 | 13 tháng 4 | "FLOWER"     |
| 2025 | 27 tháng 2 | "earthquake" |

### Music Bank
| Năm  | Ngày       | Bài hát  |
| ---- | ---------- | -------- |
| 2023 | 14 tháng 4 | "FLOWER" |

### Show! Music Core
| Năm  | Ngày       | Bài hát  |
| ---- | ---------- | -------- |
| 2023 | 15 tháng 4 | "FLOWER" |

### Inkigayo
| Năm  | Ngày       | Bài hát      |
| ---- | ---------- | ------------ |
| 2023 | 16 tháng 4 | "FLOWER"     |
| 2023 | 30 tháng 4 | "FLOWER"     |
| 2023 | 2 tháng 7  | "FLOWER"     |
| 2025 | 2 tháng 3  | "earthquake" |